# Google Docs
Google Documenten, Spreadsheets, Presentaties en Formulieren zijn respectievelijk een gratis webgebaseerde tekstverwerker, een spreadsheet-programma, een presentatieprogramma en een enquêteprogramma. Alle vier de programma’s maken deel uit van een virtueel kantoor aangeboden door Google binnen de Google Drive-service. Het pakket biedt gebruikers de mogelijkheid online documenten te maken en te bewerken, en hieraan in realtime samen te werken met andere gebruikers.
De vier apps zijn beschikbaar als webapplicaties, als Chrome-apps die offline gebruikt kunnen worden en als mobiele apps voor Android en iOS. De apps zijn compatibel met de bestandsindelingen van Microsoft Office. Het pakket bevat ook Google Tekeningen en Google Tables (bèta). Formulieren en Tables zijn alleen beschikbaar als webapplicaties. Tekeningen is ook beschikbaar als een Chrome-app.
Het pakket is sterk geïntegreerd met Google Drive. Alle bestanden die worden gemaakt met de apps worden standaard opgeslagen in Google Drive. 

## Technische mogelijkheden
Google Documenten is Googles "Software as a Service"-kantoorsoftware. Documenten, spreadsheets en presentaties kunnen in Google Docs worden gemaakt, geïmporteerd via de webinterface of verzonden via e-mail. Documenten kunnen op de computer van de gebruiker worden opgeslagen in verschillende indelingen: ODF, HTML, PDF, RTF, Text, Office Open XML. Documenten worden automatisch opgeslagen op de servers van Google en er wordt automatisch een revisiegeschiedenis bijgehouden zodat wijzigingen kunnen worden bekeken. Dit werkt echter alleen voor aangrenzende revisies en er is geen manier om veranderingen in lange documenten te vinden en te isoleren. Een document kan worden gelabeld en gearchiveerd voor organisatorische doeleinden. De service wordt officieel ondersteund op recente versies van de webbrowsers Firefox, Internet Explorer, Microsoft Edge, Safari en Chrome onder Microsoft Windows, Apple OS X, en Linux.
Google Documenten dient als groupware voor het bewerken van documenten in realtime. Documenten kunnen worden gedeeld, geopend en bewerkt door meerdere gebruikers tegelijkertijd en gebruikers kunnen wijzigingen op tekenniveau zien die andere mensen aan de documenten maken. Er is geen functie aanwezig om gebruikers op de hoogte te stellen van wijzigingen, maar de app kan gebruikers melden wanneer een opmerking of discussie wordt geplaatst of daarop een reactie wordt geplaatst. Dit vergemakkelijkt het samenwerken aan documenten. Er is geen manier om de wijzigingen van een bepaalde auteur in realtime te markeren of naar de gemaakte wijzigingen te springen. Het punt in het document waar de auteur op dat moment aan het werk is, wordt aangegeven met een kleur/cursor die specifiek is voor de betreffende auteur. Iedere samenwerkende auteur die dat gedeelte van het document bekijkt, kan realtime zien wat deze auteur doet. Via een chatfunctie in de zijbalk kunnen auteurs over bewerkingen communiceren. Via de revisiegeschiedenis van de app kunnen gebruikers de toevoegingen aan een document traceren waarbij iedere auteur een eigen kleur heeft. Om wijzigingen te vinden moet echter het hele document handmatig worden doorzocht. De functie voor revisiegeschiedenis laat slechts één bewerking per keer zien, zodat alleen aangrenzende revisies kunnen worden vergeleken. Ook hebben gebruikers geen zeggenschap over hoe vaak revisies worden opgeslagen. In juni 2014 wordt een nieuw samenwerkingsfunctie geïntroduceerd waardoor iedere gebruiker die toestemming heeft om te reageren suggesties kan doen over het bewerken. Deze functie is momenteel echter alleen beschikbaar voor documenten.
De app ondersteunt het openen en exporteren van twee documentindelingen in de ISO-standaard: OpenDocument en Office Open XML. De app ondersteunt ook het bekijken van merkeigen indelingen zoals .doc en .xls.

### Bestandslimieten
Afzonderlijke documenten mogen per 13 januari 2010 niet groter zijn dan 1 GB en ingesloten afbeeldingen mogen niet groter zijn dan 2 MB elk. Bestanden die zijn geüpload maar niet zijn geconverteerd naar de indeling van Google Documenten mogen maximaal 10 GB groot zijn.
Verder zijn er de volgende beperkingen, specifiek voor het type bestand:
Documenten1.024.000 tekens, ongeacht het aantal pagina's of de lettergrootte. Geüploade documentbestanden die worden geconverteerd naar de indeling van Google Documenten mogen niet groter zijn dan 10 MB.
SpreadsheetsAlle beperkingen op spreadsheets zijn verwijderd in de nieuwere versie van Google Spreadsheets. De oudere versie kende soms een maximum van 256 kolommen per blad en 200 bladen per werkboek, met een totaal maximum van 400.000 cellen. Geüploade spreadsheetbestanden die worden geconverteerd naar de indeling van Google Spreadsheets mogen niet groter zijn dan 20 MB en mogen niet meer dan 400.000 cellen en 256 kolommen per blad bevatten.
PresentatiesPresentaties die zijn gemaakt in Google Presentaties mogen tot 50 MB groot zijn. Dat is ongeveer 200 dia's. Geüploade presentatiebestanden die worden geconverteerd naar de indeling van Google Presentaties mogen niet groter zijn dan 50 MB.

### Ondersteunde bestandsindelingen
Bestanden met de volgende indelingen kunnen worden bekeken in en geconverteerd naar Documenten, Spreadsheets of Presentaties-indelingen:
- Documenten: .doc (indien nieuwer dan Microsoft Office 95), .docx, .docm .dot, .dotx, .dotm, .html, platte tekst (.txt), .rtf, .odt
- Spreadsheets: .xls (indien nieuwer dan Microsoft Office 95), .xlsx, .xlsm, .xlt .xltx, .xltm .ods, .csv, .tsv, .txt, .tab
- Presentaties: .ppt (indien nieuwer dan Microsoft Office 95), .pptx, .pptm, .pps, .ppsx, .ppsm, .pot, .potx, .potm
- Tekeningen: .wmf
- OCR: .jpg, .gif, .png, .pdf

Opgemerkt dient te worden dat de weergave/conversie niet altijd volledig of accuraat is. Onnauwkeurigheden hebben voornamelijk betrekking op de opmaak en zijn daarmee zichtbaar. Het converteren van een document vanuit een Microsoft-, OpenOffice- of ODF-indeling naar Google en weer terug zal sommige informatie en onderdelen verwijderen, en de opmaak kan subtiel veranderen. Google biedt met name geen ondersteuning voor bestand/documenteigenschappen (metadata) die bekeken kunnen worden in de Windows Verkenner en in de betreffende Microsoft-toepassing. Bij het omzetten van een document uit de Google-indeling worden de bestand/documenteigenschappen niet ingesteld.

## Nadelen
- Een nadeel is dat niet duidelijk is wat Google met de bewerkte documenten doet. Als de gebruiker ze verwijdert, kan Google ze nog op zijn eigen server bewaren, en het is niet duidelijk wie er nog toegang tot de documenten heeft. Dit kan voor bedrijven een aanleiding zijn om een klassiek pakket te gebruiken.